# Omar Domínguez
Omar Domínguz Palafox (San Andrés Tuxtla, Veracruz, 13 de abril de 1988) es un futbolista mexicano. Juega como defensa.

## Clubes
| Club                        | País      | Año             |
| --------------------------- | --------- | --------------- |
| Tiburones Rojos de Veracruz | México    | 2008-2009       |
| Albinegros de Orizaba       | México    | 2009-2011       |
| Tiburones Rojos de Veracruz | México    | 2011-2013       |
| Atlético San Luis           | México    | 2013            |
| Atlante FC                  | México    | 2014            |
| Atlético San Luis           | México    | 2014            |
| Celaya FC                   | México    | 2015-2017       |
| Deportivo Guastatoya        | Guatemala | 2018-Actualidad |